# Trakiszki (rejon mariampolski)
Trakiszki (lit. Trakiškiai) – osada na Litwie, na Suwalszczyźnie, w rejonie mariampolskim w okręgu mariampolskim, koło Mariampola.
Za Królestwa Polskiego przynależała administracyjnie do gminy Kwieciszki w powiecie mariampolskim.